# Böhms bijeneter
Böhms bijeneter (Merops boehmi) is een vogel uit de familie Meropidae (Bijeneters). Deze vogel is genoemd naar de Duitse zoöloog Richard Böhm (1854-1884).

## Kenmerken
Böhms bijeneter is een middelgrote bijeneter die 23 cm lang lang is, met een staart met opvallende lange middelste, lepelvormige staartpennen. Kenmerkend zijn de roodbruine kruin en keel en de blauwe dikke streep onder de zwarte oogstreep.

## Verspreiding en leefgebied
Deze soort komt voor in Congo-Kinshasa, Malawi, Mozambique, Tanzania en Zambia.

## Status
Böhms bijeneter is een schaarse vogel van half open bebost gebied in de buurt van water. De vogel is solitair of gepaard. De grootte van de populatie is niet gekwantificeerd, maar is waarschijnlijk stabiel. Om deze reden staat Böhms bijeneter als niet bedreigd op de Rode Lijst van de IUCN.